# Maceda (Ourense)
Maceda ist eine spanische Gemeinde (Concello) mit 2.837 Einwohnern (Stand: 2024) in der Provinz Ourense der Autonomen Gemeinschaft Galicien.

## Geografie
Maceda liegt ca. 15 Kilometer südöstlich der Provinzhauptstadt Ourense in einer durchschnittlichen Höhe von ca. 580 m. Das vom Atlantik geprägte Klima ist gemäßigt und nicht selten regnerisch (ca. 952 mm/Jahr).

## Bevölkerungsentwicklung der Gemeinde
Quelle: INE-Archiv – grafische Aufarbeitung für Wikipedia

## Gemeindegliederung
Die Gemeinde Maceda ist in elf Parroquias gegliedert:
| Parroquias         | Patrozinium  | Einwohner 2024 | Fläche km² | Dichte Einw./km² | Höhe msnm | Ortskennzahl |
| ------------------ | ------------ | -------------- | ---------- | ---------------- | --------- | ------------ |
| Asadur             | Santa Mariña | 74             | 7,26       | 10               | 606       | 32043010000  |
| Castro de Escuadro | Santa Baia   | 88             | 26,39      | 3                | 725       | 32043020000  |
| As Chás            | San Xoán     | 43             | 4,05       | 11               | 0         | 32043050000  |
| A Costa            | Santiago     | 47             | 6,69       | 7                | 686       | 32043040000  |
| Foncuberta         | Santa María  | 150            | 6,74       | 22               | 545       | 32043060000  |
| Maceda             | San Pedro    | 1.880          | 8,77       | 214              | 581       | 32043070000  |
| Piúca ou Araúxo    | Santa María  | 53             | 4,39       | 12               | 668       | 32043080000  |
| Santiso            | Santa María  | 45             | 5,62       | 8                | 0         | 32043090000  |
| Tioira             | Santa María  | 227            | 8,99       | 25               | 537       | 32043100000  |
| Vilardecás         | San Xoán     | 142            | 13,86      | 10               | 567       | 32043110000  |
| Zorelle            | Santiago     | 129            | 9,17       | 14               | 652       | 32043120000  |

## Wirtschaft
| Ackerbau, Viehzucht und Fischerei                                                  | 131 | 013,21 |
| Industrie                                                                          | 096 | 09,68  |
| Bauwirtschaft                                                                      | 096 | 09,68  |
| Dienstleistungsbetriebe                                                            | 669 | 067,44 |
| Total                                                                              | 992 | 100,00 |
| * Daten aus dem Statistischen Amt für Wirtschaftliche Entwicklung in Galicien, IGE |     |        |

## Sehenswürdigkeiten
- Burganlage von Maceda, ursprünglich aus dem 11. Jahrhundert
- Marienkirche von Foncuberta

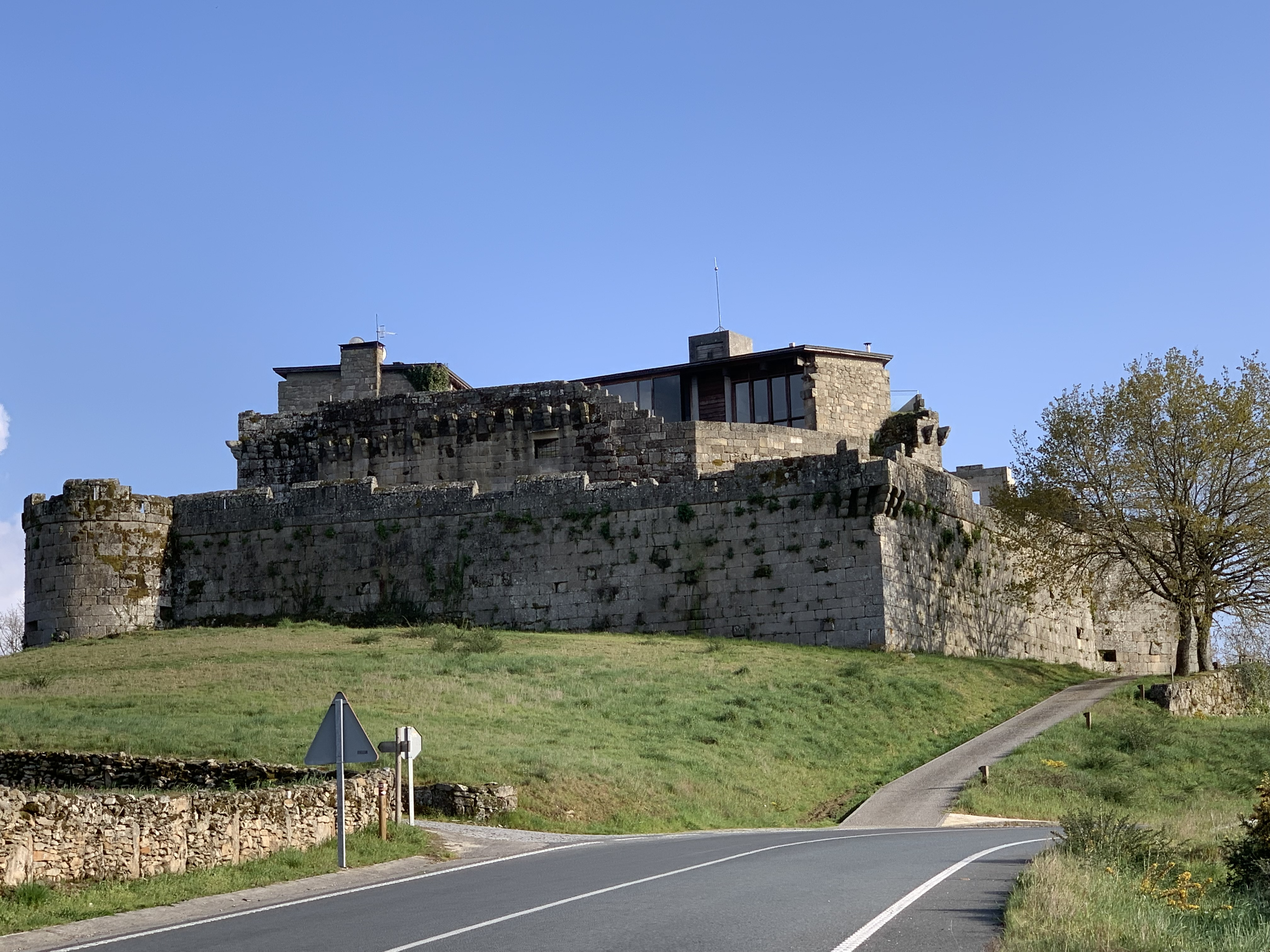
Burganlage von Maceda
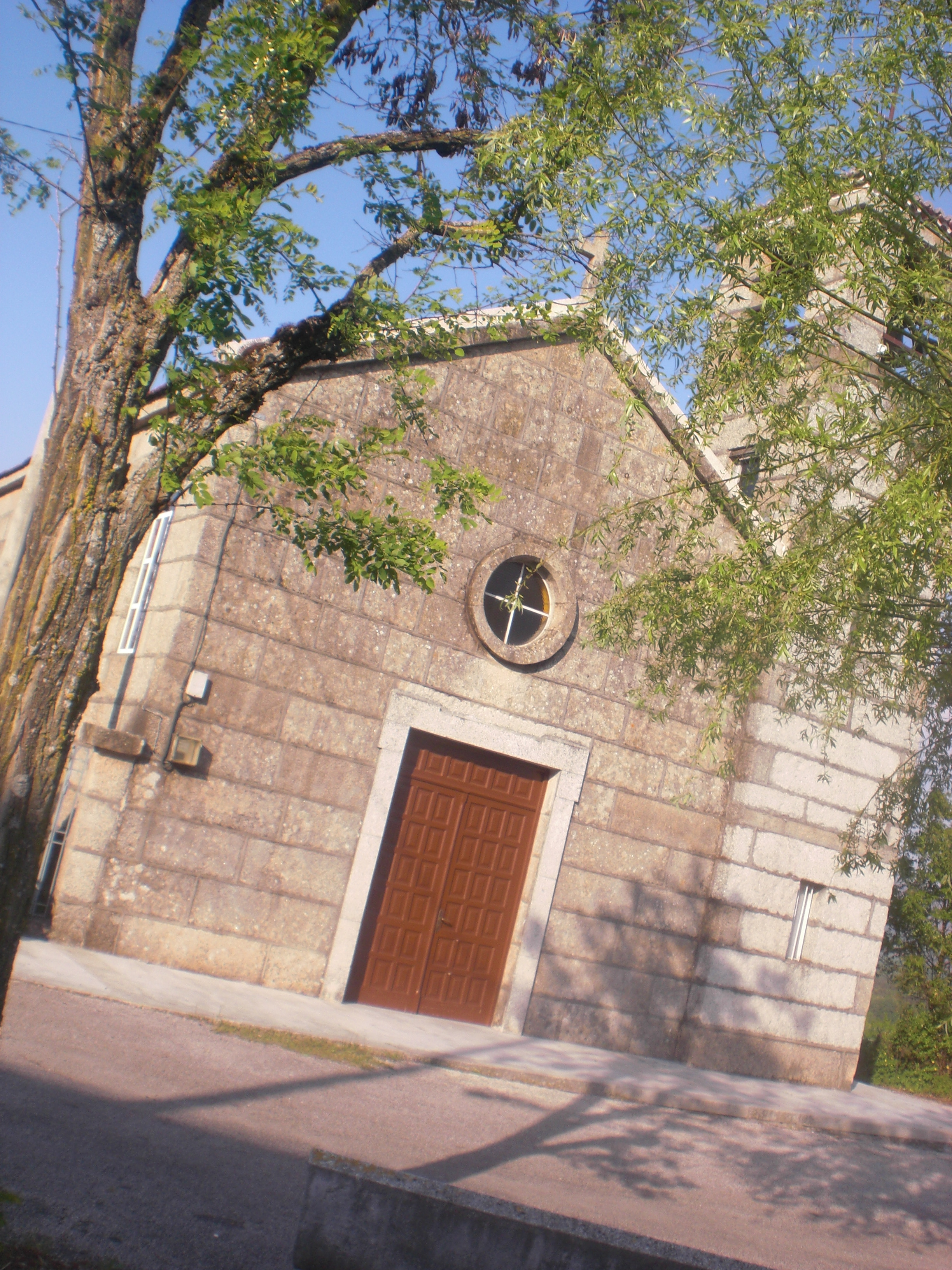
Marienkirche
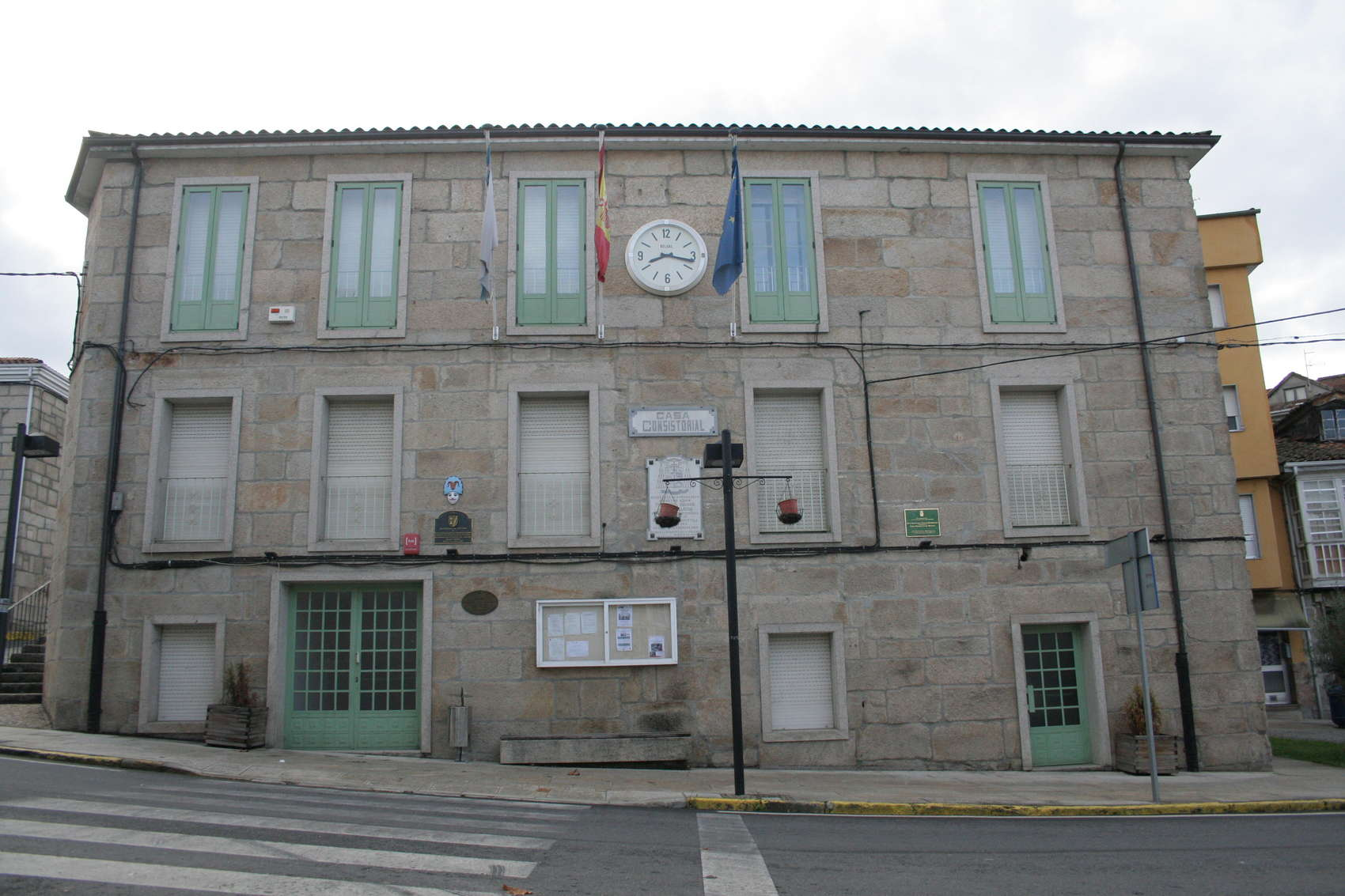
Rathaus

## Persönlichkeiten
- João da Nova (um 1460–1509), Seefahrer, auf Burg Maceda geboren
- Fernando Quiroga y Palacios (1900–1971), Bischof von Mondoñedo (1945–1949), Erzbischof von Santiago de Compostela (1949–1971)
- José Gómez Gayoso (1909–1948), kommunistischer Widerstandskämpfer gegen das franquistische Regime